# Powiat lidzki (I Rzeczpospolita)

Powiat lidzki na tle Wielkiego Księstwa Litewskiego I Rzeczypospolitej

Powiat lidzki (I Rzeczpospolita) – powiat w składzie województwa wileńskiego Wielkiego Księstwa Litewskiego Rzeczypospolitej Obojga Narodów od 1569 roku. Posiadał starostwo grodowe. Posiadał starostwa: borciańskie, dubiejskie, koniawskie, nowodworskie, raduńskie, stokliskie, wasiliskie i różne królewszczyzny.